# Сабро (озеро)
Са́бро — озеро на северо-западе Тверской области России, в Осташковском районе, в 15 километрах на запад от Осташкова. Озеро принадлежит бассейну Селигера и Волги.
Площадь озера Сабро 12,1 км², длина 5,8 км, ширина до 3,3 км. Высота над уровнем моря — 227 метров, длина береговой линии 19,6 километра, наибольшая глубина — 5 метров, средняя глубина 1,8 метра.
Происхождение озера моренно-аккумулятивное. Озеро имеет овальную, слегка вытянутую с запада на восток форму. На южном берегу в озеро вдаётся полуостров, с расположенной на нём деревней Хутора-Дубские. Берега, главным образом, высокие и сухие, заболоченные участки незначительны. На берегах леса, сельскохозяйственные угодья, несколько деревень. Вблизи восточного берега озера проходит автодорога Осташков — Волговерховье. Сток из озера через небольшую речушку Сабровку, вытекающую из северо-восточной части озера и впадающую через 7 километров в юго-западный залив Осташковского плёса Селигера.
Озеро Сабро — популярное место отдыха, рыбалки и охоты.